# 中学校通信教育規程
中学校通信教育規程（ちゅうがっこうつうしんきょういくきてい）は学校教育法施行規則に規定されている、新制中学校で学ぶ機会のなかった人を対象とした日本の中等教育課程である。
高等学校進学も視野に入れた内容となっている。

## 対象者
以下の内容は2022年（令和4年）度の募集要項例による。
1. 昭和21年3月31日以前の尋常小学校卒業者及び国民学校初等科修了者
2. 令和4年4月1日現在、満65歳以上の者
3. 義務教育未修了者で、義務教育修了資格を必要とする者
4. 他の中学校に入学する資格のない者
5. 高等学校に入学する資格のない者